# Personer i Sverige födda i Uruguay
Till personer i Sverige födda i Uruguay räknas personer som är folkbokförda i Sverige och som har sitt ursprung i Uruguay. Enligt Statistiska centralbyrån fanns det 2017 i Sverige sammanlagt cirka 2 200 personer födda i Uruguay.

## Historik
Under militärdiktaturen i Uruguay 1973-1985 sökte många uruguayaner asyl i Sverige. Även efter diktaturen förblev många uruguayaner bosatta i Sverige, bland annat med ambassadör Harald Edelstams hjälp.
Uruguayanerna i Sverige har många egna föreningar, som exempelvis Casa Uruguay i Malmö.

## Svenskar med uruguayansk bakgrund
Den 31 december 2014 fanns 2 439 personer födda i Sverige med uruguayansk bakgrund eller ursprung (enligt Statistiska centralbyråns definition):
- Personer födda i Sverige med båda föräldrarna födda i Uruguay: 491
- Personer födda i Sverige med fadern född i Uruguay och modern i ett annat utländskt land: 412
- Personer födda i Sverige med modern född i Uruguay och fadern i ett annat utländskt land: 272
- Personer födda i Sverige med fadern född i Uruguay och modern i Sverige: 832
- Personer födda i Sverige med modern född i Uruguay och fadern i Sverige: 432

Den 31 december 2014 fanns 2 172 personer i Sverige som var födda i Uruguay, varav 1 111 män (51,2 %) och 1 061 kvinnor (48,8 %). Motsvarande siffra för den 31 december 2000 var 2 227, varav 1 154 män (51,8 %) och 1 073 kvinnor (48,2 %). Den 31 december 2014 fanns 166 personer i Sverige med uruguayanskt medborgarskap, varav 111 män (66,9 %) och 55 kvinnor (33,1 %).

## Åldersfördelning
Åldersfördelningen bland personer födda i Uruguay folkbokförda i Sverige. Siffror från SCB enligt den 31 december 2014:
- 0–14 år: 23 (1,1 %)
- 15–64 år: 1 613 (74,3 %)
- 65 år och äldre: 536 (24,6 %)

## Historisk utveckling

### Födda i Uruguay
| Personer i Sverige födda i Uruguay 1900–2024 | Personer i Sverige födda i Uruguay 1900–2024 | Personer i Sverige födda i Uruguay 1900–2024 | Personer i Sverige födda i Uruguay 1900–2024 | Personer i Sverige födda i Uruguay 1900–2024 |
| --- | -------------------------------------------- | -------------------------------------------- | -------------------------------------------- | -------------------------------------------- |
| |                                              |                                              |                                              |                                              |
| År |                                              |                                              | Folkmängd                                    |                                              |
| 1900 | 1900                                         |                                              | 4                                            |                                              |
| 1950 | 1950                                         |                                              | 13                                           |                                              |
| 1960 | 1960                                         |                                              | 30                                           |                                              |
| 1970 | 1970                                         |                                              | 71                                           |                                              |
| 1980 | 1980                                         |                                              | 2 101                                        |                                              |
| 1990 | 1990                                         |                                              | 2 430                                        |                                              |
| 2000 | 2000                                         |                                              | 2 227                                        |                                              |
| 2001 | 2001                                         |                                              | 2 248                                        |                                              |
| 2002 | 2002                                         |                                              | 2 275                                        |                                              |
| 2003 | 2003                                         |                                              | 2 320                                        |                                              |
| 2004 | 2004                                         |                                              | 2 350                                        |                                              |
| 2005 | 2005                                         |                                              | 2 312                                        |                                              |
| 2006 | 2006                                         |                                              | 2 291                                        |                                              |
| 2007 | 2007                                         |                                              | 2 267                                        |                                              |
| 2008 | 2008                                         |                                              | 2 264                                        |                                              |
| 2009 | 2009                                         |                                              | 2 278                                        |                                              |
| 2010 | 2010                                         |                                              | 2 247                                        |                                              |
| 2011 | 2011                                         |                                              | 2 226                                        |                                              |
| 2012 | 2012                                         |                                              | 2 216                                        |                                              |
| 2013 | 2013                                         |                                              | 2 195                                        |                                              |
| 2014 | 2014                                         |                                              | 2 172                                        |                                              |
| 2015 | 2015                                         |                                              | 2 159                                        |                                              |
| 2016 | 2016                                         |                                              | 2 175                                        |                                              |
| 2017 | 2017                                         |                                              | 2 178                                        |                                              |
| 2018 | 2018                                         |                                              | 2 194                                        |                                              |
| 2019 | 2019                                         |                                              | 2 186                                        |                                              |
| 2020 | 2020                                         |                                              | 2 190                                        |                                              |
| 2021 | 2021                                         |                                              | 2 173                                        |                                              |
| 2022 | 2022                                         |                                              | 2 185                                        |                                              |
| 2023 | 2023                                         |                                              | 2 175                                        |                                              |
| 2024 | 2024                                         |                                              | 2 150                                        |                                              |
| Anm.: Befolkning den 31 december respektive år förutom åren 1960 och 1970 som avser förhållandet den 1 november och år 1980 som avser förhållandet den 15 september. Det finns för närvarande (2017) inte någon tillgänglig statistik över uruguayaner i Sverige på 1930-talet på statistiska centralbyråns hemsida. |                                              |                                              |                                              |                                              |